# Карлово (община)
Карлово (болг. Община Карлово) — община в Болгарии. Входит в состав Пловдивской области. Население составляет 61 230 человек (на 21.07.05 г.).

## Состав общины
В состав общины входят следующие населённые пункты:

| - Баня - Бегунци - Богдан - Васил-Левски - Ведраре - Войнягово - Горни-Домлян - Домлян - Дыбене | - Иганово - Калофер - Каравелово - Карлово - Климент - Клисура - Куртово - Кырнаре - Марино-Поле | - Московец - Мраченик - Певците - Пролом - Розино - Слатина - Соколица - Столетово - Христо-Даново |

## Достопримечательности
На территории общины находится гора Ботев — высочайшая вершина Балканских гор, её высота 2376 м.